# 石槽镇
石槽镇，是中华人民共和国河南省周口市郸城县下辖的一个乡镇级行政单位。

## 行政区划
石槽镇下辖以下地区：
石槽村、罗庄村、张善庄村、小曹楼村、余庄村、高庄村、刘庄村、马庄村、梁庄村、位庄村、周庄村、翁小庄村、陈桥村、小信庄村、谢楼村、张寨村、宋楼村、宋狄楼村、大于庄村、杏店村、单搂村、孟庄村、大曹楼村、夏庄村和翟庄村。